# Crise dos refugiados ruaingas em 2015
A crise dos refugiados ruaingas em 2015 refere-se à migração em massa de pessoas da etnia ruainga (rohingya) de Mianmar (anteriormente conhecida como Birmânia) em 2015, coletivamente apelidadas de "boat people" pela mídia internacional. Quase todos os que fugiram viajaram para países do Sudeste Asiático, incluindo Bangladexe, Malásia, Indonésia e Tailândia, em barcos frágeis pelas águas do Estreito de Malaca e do Mar de Andaman.
O Alto Comissariado das Nações Unidas para Refugiados estima que 25 mil pessoas foram levadas pelos barcos de janeiro a março de 2015 por traficantes de imigrantes. Há alegações de que, enquanto viajavam, cerca de 100 pessoas morreram na Indonésia, 200 na Malásia e 10 na Tailândia, depois que os traficantes as abandonaram no mar.
Em outubro de 2015, pesquisadores da International State Crime Initiative da Queen Mary Universidade de Londres divulgaram um relatório com base em documentos governamentais vazados que revelam uma crescente "guetização, massacres esporádicos e restrições ao movimento" sobre os povos ruainga. Os pesquisadores sugerem que o governo de Mianmar está nos estágios finais de um processo organizado de genocídio contra os rohingya e pediu à comunidade internacional que repare a situação como tal.